# A Flash Flood of Colour
A Flash Flood of Colour es el tercer álbum de estudio de la banda británica de post-hardcore Enter Shikari, y fue producido por Dan Weller. El álbum fue grabado en mayo y junio de 2011 en Karma Sound Studios en Bang Saray, Tailandia, y en Fortress en Londres, Reino Unido. Fue lanzado internacionalmente el 16 de enero de 2012 por Ambush Reality, el sello discográfico de la banda en el Reino Unido y Hopeless Records en Norteamérica.
Líricamente, el álbum trata sobre temas de actualidad (principalmente la Gran Recesión). Enfrenta fallas en la acción del gobierno para poner fin a la recesión mundial, y también toca la situación política en Israel y el cambio climático. A Flash Flood of Color demostró la continua fusión de influencias de música electrónica y rock de Enter Shikari. La portada del álbum representa una jerarquía social invertida.
A Flash Flood of Color recibió críticas generalmente positivas de los críticos musicales y una puntuación promedio de Metacritic de 75 sobre 100. Debutó en el número cuatro en la lista de álbumes del Reino Unido después de una campaña dirigida por la banda para llevar el álbum al número uno, y apareció en varias listas de álbumes del año. Para promocionar el álbum, Enter Shikari realizó A Flash Flood of Color World Tour.

## Antecedentes y grabación
Enter Shikari tomó una dirección lírica diferente con el lanzamiento de su álbum Common Dreads de 2009, que se centró en el colapso financiero, el colapso económico y el descontento generalizado. Periodistas como Ian Winwood acreditaron la dirección lírica de la banda como una reacción a la evolución de la política desde su álbum debut de 2007, Take to the Skies; ahora hay "conflictos orwellianos en el extranjero en curso, disturbios en las principales ciudades de Inglaterra, interminables programas de austeridad cuya fecha de finalización se extiende años en la distancia". El cambio en la letra comenzó con la creencia de Reynolds de que la música es una forma efectiva de transmitir ideas políticas.
El disco fue producido por el exguitarrista de SikTh Dan Weller, quien ayudó con la producción de guitarras en Common Dreads, y el ingeniero de sonido Tim Morris. Enter Shikari grabó el álbum en mayo y junio de 2011, principalmente en Karma Sound Studios en Bang Saray, Tailandia. Su grabación comenzó en el estudio de grabación con sede en Londres Old Street de Weller. Cuando le dijo a la banda que un amigo tenía un estudio de grabación en Tailandia, se convirtió en una broma que grabarían allí. Eventualmente, decidieron que sería ventajoso desde el punto de vista financiero, logístico y artístico grabar en Karma Sound. El estudio en Tailandia fue descrito por el baterista Rob Rolfe como "cuatro paredes en un pequeño complejo en medio de la jungla" a una hora y media en coche al sur de Bangkok y un "fantástico estudio en el paraíso". La banda grabó la música del álbum antes de agregar las voces, ya que Reynolds conocía los temas del álbum y que sería "unificador y fortalecedor". El álbum fue mezclado en Vancouver por Mike Fraser.
Dentro de los primeros 10 días de grabación, las canciones más completas del álbum fueron las más agresivas, en particular el título provisional "Tyrannosaurus" (más tarde conocido como "Hello Tyrannosaurus, Meet Tyrannicide"). Durante su producción, el álbum pasó por varios cambios; "Stalemate" estaba destinado a ser una introducción acústica, y "System Meltdown" estaba destinado a ser una sola canción. La grabación se completó en un mes.

## Estilo y temas
A Flash Flood of Color se destaca por su fusión de géneros: música electrónica, música rock, hip-hop y hardcore punk. Se considera que el álbum "contiene al menos dos o tres géneros diferentes dentro de cada pista", mezclando elementos de otros estilos (rock alternativo, dubstep, drum and bass, industrial, techno, trance, electro, hip hop británico, grime y metalcore). al post-hardcore con elementos de metal. La fusión de la música electrónica con la música rock pesada ha llevado a que el estilo del álbum se describa como electronicore.
El tema de A Flash Flood of Color es políticamente progresista. El tratamiento del álbum de los asuntos actuales y ambientales apunta "a las fallas del capitalismo, la hipocresía de la política moderna y el descarado desprecio por la salud y la felicidad humanas" y se ha comparado con el enfoque calculado del movimiento Occupy, en lugar de una subsiguiente conflicto de clase. A pesar de sus temas políticos, Reynolds negó que el álbum tuviera motivaciones políticas: "Este álbum es antipolítica. Decimos que la política es un sistema obsoleto. Es hora de que adoptemos los desarrollos tecnológicos y ya no tengamos que depender de una regla. Nuestro vidas deben desarrollarse de acuerdo con los hallazgos científicos". Describió el tema recurrente de A Flash Flood of Colour como "perspectiva": "No estamos tratando de pensar subjetivamente". The Real News, Democracy Now! y el periodista John Pilger han influido en las opiniones políticas de Reynolds.

## Lanzamiento y promoción
Enter Shikari lanzó dos sencillos que no forman parte del álbum, "Destabilise" y "Quelle Surprise", antes del lanzamiento de A Flash Flood of Colour. Aunque "Quelle Surprise" (lanzado el 19 de mayo de 2011) fue pensado como el primer sencillo del nuevo álbum, más tarde se decidió que (como "Destabilise") sería una pista independiente. Se incluyeron como bonus tracks en versiones seleccionadas de A Flash Flood of Colour.
El primer sencillo del álbum, "Sssnakepit", se lanzó el 20 de septiembre de 2011. El 5 de diciembre se lanzó "Gandhi Mate, Gandhi" como adelanto del álbum. El 5 de enero de 2012, Enter Shikari lanzó la versión de estudio de "Arguing with Thermometers" en su página de YouTube, y se reprodujo en el programa de Lowe's como su "Disco más popular del mundo". El 4 de enero de 2013, la banda lanzó un video musical animado de "Hello Tyrannosaurus, Meet Tyrannicide" en su página de YouTube.
Cuando se lanzó, A Flash Flood of Color fue una de las dos nuevas entradas en la lista de los 20 principales álbumes principales del Reino Unido (el otro fue el álbum debut de Tribes, Baby). El álbum alcanzó el número uno a la mitad de su primera semana, con más de 2500 copias vendidas (rivalizando con Adele, Bruno Mars y Ed Sheeran). Después del anuncio de la lista de mitad de semana, Rou Reynolds calificó el éxito de A Flash Flood of Colour como una victoria para la "música independiente, para la música con conciencia social y para la música alternativa" en una publicación de blog en el sitio web de Enter Shikari. Aunque el álbum cayó al cuarto lugar detrás de 21, + y Mylo Xyloto, alcanzó el número uno en la lista de rock del Reino Unido y el número dos en las listas de álbumes independientes del Reino Unido y vendió más de 19.000 copias.

## Lista de canciones
Todas las letras escritas por Roughton "Rou" Reynolds, toda la música compuesta por Enter Shikari. 
| N.º | Título                                     | Duración |  |
| 1.  | «System...»                                | 1:57     |  |
| 2.  | «...Meltdown»                              | 3:24     |  |
| 3.  | «Sssnakepit»                               | 3:26     |  |
| 4.  | «Search Party»                             | 4:06     |  |
| 5.  | «Arguing with Thermometers»                | 3:22     |  |
| 6.  | «Stalemate»                                | 4:18     |  |
| 7.  | «Gandhi Mate, Gandhi»                      | 4:26     |  |
| 8.  | «Warm Smiles Do Not Make You Welcome Here» | 4:36     |  |
| 9.  | «Pack of Thieves»                          | 3:58     |  |
| 10. | «Hello Tyrannosaurus, Meet Tyrannicide»    | 3:44     |  |
| 11. | «Constellations»                           | 4:59     |  |

## Posicionamiento en lista
| Lista (2012)                    | Mejor posición |
| ------------------------------- | -------------- |
| Australian Albums Chart         | 32             |
| Austrian Albums Chart           | 35             |
| Belgian (Flanders) Albums Chart | 42             |
| Dutch Albums Chart              | 74             |
| German Albums Chart             | 23             |
| Japanese Albums Chart           | 81             |
| Irish Albums Chart              | 69             |
| UK Albums Chart                 | 4              |
| UK Indie Chart                  | 2              |
| UK Rock Chart                   | 1              |
| US Billboard 200                | 67             |
| US Hard Rock Albums             | 5              |
| US Independent Albums           | 8              |
| US Rock Albums                  | 19             |